# ليزلي تومسون (متزحلقة)
ليزلي تومسون (بالإنجليزية: Leslie Thompson)‏ هي متزحلقة أمريكية، ولدت في 1963 في برلينغتون في الولايات المتحدة.

## وصلات خارجية
- ليزلي تومسون على موقع الاتحاد الدولي للتزلج (التزلج الريفي) (الإنجليزية)
- ليزلي تومسون على موقع أوليمبيديا (الإنجليزية)